# ヤングリボン認定ミックスタッグ王座
ヤングリボン認定ミックスタッグ王座（ヤングリボンにんていミックスタッグおうざ）は、YOUNGプロレスわっしょい!（暗黒プロレス組織666）とアイスリボンが管理、認定していた王座。

## 歴史
2011年、男女混合タッグ王座として創設。7月18日、YOUNGプロレスわっしょい!（暗黒プロレス組織666）とアイスリボンによる合同興行「YOUNGリボンわっしょい!!」イサミレッスル武闘館大会で行われた初代王者決定トーナメントに優勝したダイナスティ&みなみ飛香組が初代王者になった。
2013年、防衛期限切れにより剥奪。その後、王座決定戦が行われないまま事実上封印状態となる。

## 歴代王者
| 歴代  | タッグチーム                                   | 防衛回数 | 獲得日付      | 獲得場所 （対戦相手・その他）                                         |
| ----- | ---------------------------------------------- | -------- | ------------- | --------------------------------------------------------------------- |
| 初代  | チームフェニックス （ダイナスティ&みなみ飛香） | 2        | 2011年7月18日 | イサミレッスル武闘館 宮本裕向&都宮ちい 2012年に防衛期限切れのため剥奪 |
| 第2代 | 宮本裕向&世羅りさ                              | 0        | 2013年3月24日 | レッスル武闘館 山田太郎&つくし 2013年に防衛期限切れのため剥奪         |